# The Testament of Sherlock Holmes
The Testament of Sherlock Holmes (с англ. — «Последняя воля Шерлока Холмса») — компьютерная игра в жанре квеста, разработанная украинской студией Frogwares. Шестая основная игра в серии игр о Шерлоке Холмсе. Выход на персональном компьютере и игровых консолях Xbox 360 и PlayStation 3 состоялся 20 сентября 2012 года.

## Сюжет
Под подозрением в совершении преступлений оказывается сам Шерлок Холмс, знаменитый сыщик с Бейкер-Стрит.
Игроку необходимо расследовать несколько преступлений, на первый взгляд, не связанных между собой, в роли Шерлока Холмса и доктора Ватсона, а также решить, кто такой на самом деле Шерлок Холмс — друг, спаситель, гениальный сыщик, или изощрённый и необычайно интеллектуальный преступник.

### Персонажи
Главные персонажи игры, которыми ведется управление — Шерлок Холмс и доктор Ватсон.
Frogwares следует своей традиции использовать собственный вариант внешности для героев игры, однако в этот раз внешность персонажей перетерпела большие изменения в сравнении с предыдущей игрой, «Шерлок Холмс против Джека Потрошителя»: помимо прочего, они были омоложены (см. также «Приключения Шерлока Холмса (серия игр)#Внешность героев»).

## Игровой процесс
Игровой процесс заключается в осмотре местности, улик (для чего используются разнообразные приспособления, в том числе лупа), разговорах с различными персонажами, свидетелями и подозреваемыми, взаимодействии с предметами.
Перемещением управлять можно при помощи клавиатуры и мыши; перспектива камеры может быть: от первого лица, от третьего лица (этот вид впервые появился в этой части, камера расположена за спиной у персонажа) и со стороны, как в классических квестах.
Нередко игрок должен сделать выводы, что реализовано в виде мини-игры, которая симулирует дедуктивный метод Холмса.

## История разработки
Официальный анонс игры состоялся 29 апреля 2010 года. На сайте серии игр появилась новость, сообщающая о разработке новой части игры, а также опубликован первый видеоролик. В описании сообщается, что Шерлока Холмса ожидает, возможно, самое таинственное дело в его карьере сыщика. Через некоторое время информацию об анонсе игры опубликовали и специализированные СМИ. Короткий ролик игры показывает, как несколько детей забираются на чердак и находят там подвешенную на верёвках марионетку, из которой выпадает некая книга. Некоторыми сайтами было выражено предположение, что марионетка имитирует Ватсона, а внутри неё находились его записи. Подробности о сюжете и нововведениях в игровом процессе разглашены не были.
17 февраля 2011 года в новости, опубликованной на официальном сайте серии игр, были даны некоторые новые детали относительно игрового процесса и технической части The Testament of Sherlock Holmes. Стало известно, что, помимо Xbox 360 (о чём было сказано ранее), игра также будет выпущена для консоли PlayStation 3. В новости сообщается о том, что стали доступны новые скриншоты игры, которые, в первую очередь, показывают возможности усовершенствованного игрового движка: работу с текстурами высокого разрешения и комплексную проработку локаций.
Также рассказаны некоторые детали сюжета: действие игры происходит в 1898 году, под подозрение Скотланд-Ярда в мошенничестве и крупных кражах попадает сам Шерлок Холмс, на него указывают множества свидетельских показаний. Холмс совершает побег из Скотланд-Ярда, скрывается в ночи и уничтожает все возможные доказательства. Поведение сыщика настолько для него несвойственно, что даже верный друг доктор Ватсон начинает сомневаться в Холмсе.
13 апреля 2011 года на сайте серии игр появились новые скриншоты. Очередной набор скриншотов был размещён 25 мая.
В июне игра показывалась на выставке E3, где авторами впервые был продемонстрирован второй трейлер игры, показывающий графический уровень исполнения и визуальный стиль будущей игры. Ролик показывает некоторых персонажей, и заканчивается надвижением камеры на надгробие с надписью «Шерлок Холмс». 22 июля на сайте игры размещён набор скриншотов.
В начале августа стало известно, что российским издателем и локализатором игры выступит компания 1C. Игра будет издана под названием «Последняя воля Шерлока Холмса». Предыдущая игра, Sherlock Holmes vs. Jack the Ripper, должна была издаваться компанией CP Digital ещё в 2009 году (но не была издана), сделанная тогда же локализация игры компании Lazy Games, в 2012 году стала доступна в Steam. Две другие предыдущие игры издались фирмой «Новый Диск», а самые первые две были изданы 1С.
18 августа 2011 года российский игровой сайт Absolute Games разместил предварительный обзор игры на основе впечатлений обозревателя от демоверсии, показанной на выставке GamesCom 2011. Автор обзора Владимир Горячов (также известный как Nomad) положительно отзывается о качестве графики; об игровом процессе отмечается то, что в этой игре нет присущего квестам Point-and-click, а сама камера расположена за спиной персонажа. Автор обзора пишет, что разработчики не вдавались в тонкости сюжета, но в демонстрационной версии история начинается со скандала: «Холмс и Ватсон расследуют заурядную кражу жемчужного ожерелья. Выудив пропажу из аквариума прямо на месте „преступления“, сыщики торжествующе вручают её несчастному аристократу. На следующий день они узнают из газет, что драгоценность — поддельная. Лондонские газеты обвиняют Холмса в мошенничестве и чуть ли не грабеже. Эта история — одно из нескольких дел, входящих в игру. В какой-то момент герои поймут, что разрозненные события на самом деле являются частью одной гигантской головоломки». Также указывается на то, что играть в игре можно будет как Холмсом, так и Ватсоном (как в нескольких предыдущих играх серии).
29 сентября 2011 года сайтом Destructoid был опубликован ещё один предварительный обзор игры на демо, показанного на GamesCom 2011. Обозреватель сравнивает игру с L.A. Noire, положительно отзывается о графической составляющей игры и указывает на то, что разработчики игры намерены более детально раскрыть характер Холмса, чем в предыдущих играх. Также пишется, что в демоверсии, которую видел обозреватель, игра велась доктором Ватсоном.
В начале октября сайт GotGame TV опубликовал видеоинтервью с Ваэлем Амром (фр. Waël Amr), основателем компании Frogwares. В этом же месяце разработчики разместили новый набор скриншотов. В начале июня появился новый трейлер, приуроченный к конференции E3. Спустя несколько дней вышла и русская версия этого видео.
Позднее были опубликованы другие наборы скриншотов, а 19 сентября 2012 года, за день до выхода игры, на официальном канале издателя Focus Home Interactive на YouTube появились два последних ролика: трейлер, посвященный выходу игры и 30-секундный ролик «Your investigation starts now!» (рус. «Ваше расследование начинается сейчас!»).
Выход игры (коробочная зарубежная версия и релиз в Steam) состоялся 20 сентября.

## Игровой движок
Данная игра использует развитие собственного игрового движка компании Frogwares, разработанного в стенах компании и впервые использованного в игре 80 Days. В каждой новой игре о Холмсе данный движок подвергался улучшениям, кроме того, его отличительной чертой является работа с большими игровыми локациями (см. также информацию о движке в статье о четвёртой части игры серии).

## Рецензии и оценки
| Сводный рейтинг       | Сводный рейтинг                        |
| Агрегатор             | Оценка                                 |
| --------------------- | -------------------------------------- |
| GameRankings          | ПК: 75,42 % X360: 67,81 % PS3: 63,75 % |
| Metacritic            | 75 % из 100 % (для ПК)                 |
| Иноязычные издания    |                                        |
| Издание               | Оценка                                 |
| CD-Action             | 90 % из 100 %                          |
| Telegraph             | 80 % из 100 %                          |
| Adventure Gamers      | 4,5 из 5 %                             |
| Русскоязычные издания |                                        |
| Издание               | Оценка                                 |
| «Игромания»           | 6,5 из 10                              |
| Zone Of Games         | 8,5 из 10                              |
| Ferra                 | Сайт не ставит оценок                  |

Игра получила, в целом, положительные оценки от специализированной прессы.
Так, средняя оценка на агрегаторе оценок Metacritic составляет 73 % из 100 % в версии для персонального компьютера.
Летом 2018 года, благодаря уязвимости в защите Steam Web API, стало известно, что точное количество пользователей сервиса Steam, которые играли в игру хотя бы один раз, составляет 188 089 человек.